# New Madrid
New Madrid er en amerikansk by i New Madrid County, i staten Missouri. I 2000 havde byen et indbyggertal på 3.334.
36°35′16″N 89°32′9″V / 36.58778°N 89.53583°V